# Dirofilariose

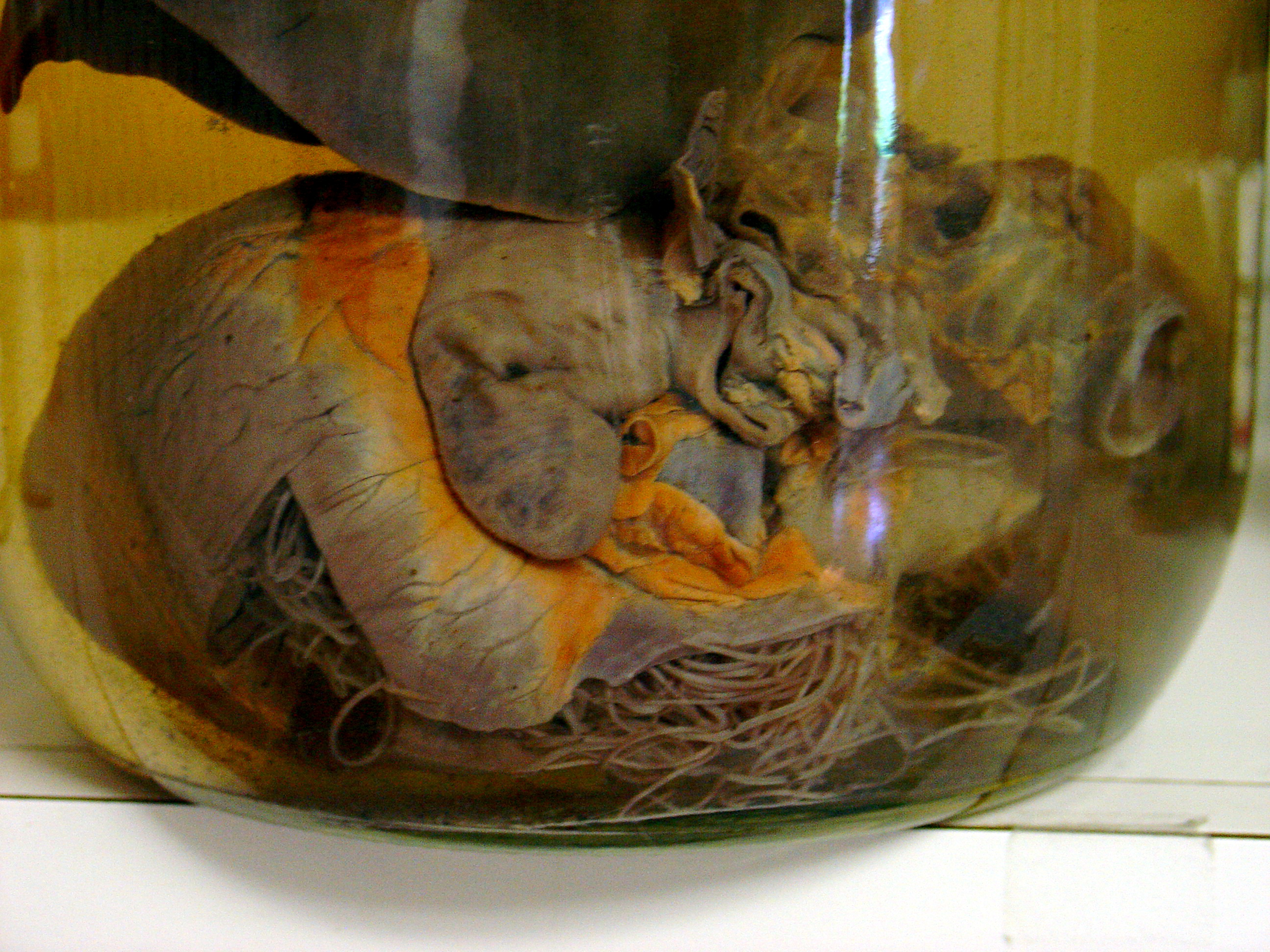
Dirofilaria immitis dans un cœur de Berger allemand

Les dirofilarioses sont des maladies parasitaires des mammifères, transmises principalement par des moustiques (Culex, Aedes, Anopheles), non spécifiquement tropicales.

## Chez l'animal
La maladie des vers du cœur est causée par Dirofilaria immitis, un nématode ou ver rond du genre Dirofilaria, transmis par des moustiques qui appartiennent  aux genres Culex. Les vers se trouvent principalement dans les artères pulmonaires, le cœur droit et la veine cave. Cette dirofilariose affecte principalement les chiens et les chats, elle peut toucher l'Homme.
D.immitis ,D.repens touche le chien, D. tenuis le raton laveur, D. ursi l'ours, au niveau de la peau ou de l'œil.

## Chez l'homme
L'homme peut être touché dans de rares cas. Il s'agit alors d'impasse parasitaire, où le parasite ne parvient pas à maturation et ne peut se reproduire.
Le diagnostic se fait à l'occasion de nodules sous-cutanés ou de nodules pulmonaires, par découverte fortuite, lors d'examen direct ou histopathologique d'un prélèvement montrant une filaire ou des fragments de filaires : D. repens ou D. tenuis dans les nodules cutanés, D. immitis dans les nodules pulmonaires.
Si le diagnostic est suspecté avant ces examens, il existe un séro-diagnostic et/ou une analyse moléculaire PCR par laboratoire spécialisé.
Le traitement consiste en une extraction chirurgicale du ver.